# Олівія Деджонг
Олівія Деджонг (англ. Olivia DeJonge; нар. 30 квітня 1998) — австралійська та американська акторка.

## Життєпис
Народилася в 1998 році в Мельбурні, в штаті Вікторія, в родині підприємців Робін і Роба Деджонгів. У 5 років разом з батьками перебралася в Перт, в Західну Австралію. Виросла в передмісті Перта Пеппермінт Гроув. Навчалася в Presbyterian Ladies 'Collegeruen, в Перті.

## Кар'єра
У 2014 році Деджонг дебютувала в кіно у фільмі «Опівнічні сестри» разом з Джорджі Генлі та Келом Пенном. Режисеркою фільму виступила Карін Ветчер. Фільм вийшов в прокат в жовтні 2014 року. Світова прем'єра відбулася 10 квітня 2015 року.
У 2015 році Деджонг знялася в телесеріалі ABC Австралії «Закрите» в головній ролі Тари Свіфт / Шанін Куіг. Також знялася в ролі Беккі у фільмі жахів «Візит» разом з Едом Оксенболдом. Режисером виступив М. Найт Ш'ямалан. Прем'єра відбулася 31 серпня 2015 року та 11 вересня того ж року в США на кінокомпанії Universal Pictures. У 2017 році зіграла роль Еліс Бербедж в серіалі Turner Network Television «Вілл».

## Фільмографія

### Фільми
| Рік  | Назва              | Роль             | Примітки                                                                    |
| ---- | ------------------ | ---------------- | --------------------------------------------------------------------------- |
| 2011 | Хороший удавальник | Еллі             | Короткометражка                                                             |
| 2012 | Поляризаційні      | Бет              | Короткометражка                                                             |
| 2012 | 1113               | Саллі            | Короткометражка                                                             |
| 2014 | Опівнічні сестри   | Лавінія Голл     | Дебют в повнометражному кіно                                                |
| 2015 | Візит              | Бекка Джеймісон  | Номінація премія «Сатурн» в категорії «Найкращий молодий актор або актриса» |
| 2016 | Лякаюча кампанія   | Еббі             |                                                                             |
| 2016 | Дивись на всі боки | Ешлі             |                                                                             |
| 2022 | Елвіс              | Прісцилла Преслі |                                                                             |

### Телебачення
| Рік  | Назва                          | Роль                    | Примітки    |
| ---- | ------------------------------ | ----------------------- | ----------- |
| 2015 | Закрите                        | Тари Свіфт / Шанін Куіг | 8 епізодів  |
| 2017 | Вілл                           | Еліс Бербедж            | 10 епізодів |
| 2018 | Відлив                         | Енджі                   | телефільм   |
| 2019 | Суспільство                    | Елл Томкінс             | 10 епізодів |
| 2022 | Сходи                          | Кейтлін Етватер         | 8 епізодів  |
| 2025 | Вузька стежка на Далеку Північ | Елла                    | мінісеріал  |